# Demotional
Demotional (Eigenschreibweise: dEMOTIONAL) ist eine schwedische Metalcore-Band aus Göteborg, die 2009 gegründet wurde.

## Geschichte
Demotional wurde im Juni 2009 von Gitarrist Sebastian Fjordevik gegründet, der im Rahmen seines Studiums als Musikproduzent eine EP als Abschlussprojekt erstellt hat. Um ihm zu helfen, nahm er seine damaligen Mitbewohner Nils-Petter Nilsson und Christopher Kristensen mit, um die Lieder einzusingen. Zudem spielte Tommy Magnusson, der erst später ein festes Mitglied wurde, auf den Aufnahmen das Schlagzeug.
Im Herbst wurde ein Musikvideo zum Song When She Cries aufgenommen, obwohl die Band nur aus drei Mitgliedern bestand. Hinter der Kamera stand Kristofer Kiggs Carlsson, der den Grundstein für den frühen visuellen Stil der Band legte.
Im Frühjahr 2010 kamen Gitarrist Johan Olofsson und Schlagzeuger Mattias Öbom dazu, kurz darauf fanden die ersten Live-Gigs statt. 2011 kam Kristoffer Lindh am Bass dazu und zeitgleich wurde Mattias Öbom durch Tommy Magnusson am Schlagzeug ersetzt.
Demotional machte bei Radiosendern, Musikmagazine und durch seine energiegeladenen Live-Auftritte auf sich aufmerksam, obwohl noch kein Debütalbum erschienen war.
Dies führte zum ersten einer langen Reihe von Sponsoring (u. a. Frank Q, Iceman und Casual Friday) und weiteren Aufnahmen von Musikvideos. Zu dieser Zeit wurde der Band auch ein Plattenvertrag von Roasting House Records / Dead End Exit angeboten und die Aufnahmen zum Debütalbum begannen.
Im Mai 2013 erschien das Debütalbum State: In Denial, das von Fredrik Nordström und Henrik Udd im Studio Fredman gemischt und gemastert wurde. Den Rest des Jahres verbrachte die Band damit, Lieder zu schreiben und Konzerte mit u. a. Arch Enemy, Entombed, Adept und The Unguided sowie eine Spanien-Tour zu spielen.
Fast das gesamte nächste Jahr war dem Schreiben und Aufnehmen des Nachfolgealbums Tarassis gewidmet. Pontus Hjelm, der für das Recording, Mixing und Mastering zuständig war, nahm nun deren Hilfe in Anspruch. Daraus entstand auch eine gemeinsame Europatournee mit Dead by April, die in Russland mit einigen Tumulten behaftet war. Im Herbst 2015 machte Demotional ihre erste Tour als Headline-Band in Russland.
2016 trennte sich die Band von ihrer Plattenfirma und beschloss, auf eigenen Beinen zu stehen, kurz darauf begannen die Arbeiten mit ihrem dritten Album. Erneut nahmen sie Hilfe von Pontus Hjelm, und diesmal trat er auch als Produzent auf.
Das Album Discovery wurde im Mai 2017 veröffentlicht, gefolgt von  einer Release-Partys und einer 14-tägigen Tour durch Spanien und Portugal.
Ihr viertes und neuestes Album mit dem Namen Scandinavian Aftermath wurde am 28. Mai 2021 veröffentlicht.

## Diskografie

### Alben
- 2013: State: In Denial
- 2014: Tarassis
- 2017: Discovery
- 2021: Scandinavian Aftermath

### EPs
- 2011: dEMOTIONAL
- 2011: Are You Feeling Alive?

### Singles
- 2012: Rush (Maxi-Single)
- 2013: Alive
- 2013: Rush
- 2014: Illusions
- 2014: Neverland
- 2016: Brother
- 2017: All That It Takes
- 2017: Ashes
- 2018: Invincible
- 2018: Dreamers Light
- 2020: Cornered
- 2020: Don't Wake Me Up
- 2020: Bärsärk
- 2021: Boiling Point